# Platja del Salatar
La platja del Salatar és una platja urbana del municipi de Roses (Alt Empordà), situada davant de la urbanització del mateix nom, a la part nord de la badia de Roses, entre la platja del Rastell a llevant i la platja de Santa Margarida a ponent. Juntament amb les platges del Rastell i Nova, formen la localment anomenada platja Gran, que va des de la platja de Santa Margarida fins als espigons de la riera dels Ginjolers, amb un total de 1.300 metres.
Té una longitud de 500 metres i una amplada de 35 metres de sorra fina i aigües poc profundes. Està flanquejada per un passeig marítim arbrat, amb bars, restaurants i botigues. Gaudeix des del 2003 del certificat en qualitat ambiental EMAS i ISO 14.001.